# Mesóstico
Mesóstico (Originado do termo em grego:  mesóstichon: composto de mesos, «médio» e stíchos, «verso») è uma variante do acróstico, que se compõe de letras ou sílabas que são colocadas no meio de um verso e cujas iniciais formam um nome ou uma frase, diferindo do acróstico propriamente dito por neste a composição da palavra estar no começo dos versos, e do teléstico, que situa-se ao final.
Dentre autores que utilizaram tal estrutura em seus textos encontra-se John Cage.